# Louňovice
Ne doit pas être confondu avec Louňovice pod Blaníkem.
Louňovice (en allemand : Launiowitz) est une commune du district de Prague-Est, dans la région de Bohême-Centrale, en République tchèque. Sa population s'élevait à 1 137 habitants en 2020.

## Géographie
Louňovice se trouve à 8 km à l'est de Říčany et à 26 km à l'est-sud-est du centre de Prague.
La commune est limitée par Mukařov à l'ouest et au nord, par Vyžlovka à l'est et au sud-est, par Struhařov au sud, et par Svojetice au sud-ouest.

## Histoire
La première mention écrite de la localité date de 1407. Le compositeur Jan Dismas Zelenka est né dans cette ville en 1679.